# Șișești, Mehedinți
Șișești là một xã thuộc hạt Mehedinți, România. Dân số thời điểm năm 2002 là 3208 người.